# Ору-Прету-ду-Уэсти

Ору-Прету-ду-Уэсти на карте штата.

О́ру-Пре́ту-ду-Уэсти (порт. Ouro Preto do Oeste)  —  муниципалитет в Бразилии, входит в штат Рондония. Составная часть мезорегиона Восток штата Рондония. Входит в экономико-статистический  микрорегион Жи-Парана. Население составляет 37 928 человек на 2010 год. Занимает площадь 1 969,85 км². Плотность населения — 19,25 чел./км².

## История
Город основан 16 июня 1981 года. 

## География
Климат местности: экваториальный. В соответствии с классификацией Кёппена, климат относится к категории Am.

## Демография
Согласно сведениям, собранным в ходе переписи 2010 г. Национальным институтом географии и статистики (IBGE), население муниципалитета составляет:
| Полное население                               | Полное население                               | Полное население                               | Полное население                               | 37 928 |
| ---------------------------------------------- | ---------------------------------------------- | ---------------------------------------------- | ---------------------------------------------- | ------ |
| в том числе:                                   | Городское население                            | 28 180                                         | Процент городского населения, %                | 74,30  |
|                                                | Сельское население                             | 9 748                                          | Процент сельского населения, %                 | 25,70  |
|                                                | Мужское население                              | 18 698                                         | Процент мужского населения, %                  | 49,30  |
|                                                | Женское население                              | 19 230                                         | Процент женского населения, %                  | 50,70  |
| Плотность населения, чел/км²                   | Плотность населения, чел/км²                   | Плотность населения, чел/км²                   | Плотность населения, чел/км²                   | 19,25  |
| Население муниципалитета в % к населению штата | Население муниципалитета в % к населению штата | Население муниципалитета в % к населению штата | Население муниципалитета в % к населению штата | 2,43   |

По данным оценки 2015 года население муниципалитета составляет 39 924 жителя.

## Административное деление
Муниципалитет состоит из 2 дистриктов:
| № | Наименование дистрикта | Наименование дистрикта (порт.) | Территория, км² | Население, чел.(2010) | Население, чел.(2010) | Население, чел.(2010) | Плотность, чел./км² | Код дистрикта |
| № | Наименование дистрикта | Наименование дистрикта (порт.) | Территория, км² | всего                 | городское             | сельское              | Плотность, чел./км² | Код дистрикта |
| 1 | Ору-Прету-ду-Уэсти     | Ouro Preto do Oeste            | 1312            | 34677                 | 27093                 | 7584                  | 26,44               | 110015505     |
| 2 | Рондоминас             | Rondominas                     | 658             | 3251                  | 1087                  | 2164                  | 4,94                | 110015525     |

## Важнейшие населенные пункты
| № | Населённый пункт   | Населённый пункт (порт.) | Категория | Население чел. (2010) | На карте                        |
| - | ------------------ | ------------------------ | --------- | --------------------- | ------------------------------- |
| 1 | Ору-Прету-ду-Уэсти | Ouro Preto do Oeste      | город     | 27093                 | 10°43′04″ ю. ш. 62°15′35″ з. д. |
| 2 | Рондоминас         | Rondominas               | поселок   | 1087                  | 10°30′46″ ю. ш. 61°59′57″ з. д. |